# Casa al carrer de Vic, 14 (Caldes de Montbui)
La Casa al carrer de Vic, 14 és una obra de Caldes de Montbui (Vallès Oriental) protegida com a bé cultural d'interès local.

## Descripció
L'edifici és unifamiliar, entre mitgeres i de planta baixa i dos pisos. Té una estructura tradicional de gruixudes parets de càrrega, de maçoneria i tapial, amb forjats unidireccionals de bigues i biguetes de fusta. Coberta inclinada a dues vessants, de teula àrab.
No hi ha un clar ordre de composició, ja que la façana és fruit de diferents modificacions al llarg de la història. Destaquen sobretot les dues obertures centrals de les plantes baixa i primera, disposades en un eix central de simetria, que donen la imatge general de l'edifici. La porta d'accés a l'habitatge està formada per un arc de mig punt amb dovelles de pedra de grans dimensions, i la clau de l'arc hi ha pintat un escut i, al costat, la paraula "Sargento". La finestra és del gòtic tardà; tant l'ampit com la llinda i els brancals estan treballades escultòricament amb motllures i relleus.
Les altres tres obertures tenen un clar paper secundari, ja que estan desplaçades lateralment i el seu acabat és força senzill. Opten per proporcions més quadrades; una d'elles, la superior i pràcticament quadrada, és típica de la zona i possibilita la ventilació del sotacobert o golfes. Els acabats del pla de la façana són arrebossats.

## Història
És molt probable que l'edifici sigui de finals del segle xvi o principis del XVII. Per altra es pot suposar que originàriament aquest edifici del carrer de Vic núm. 14, juntament amb el del costat (núm. 12), formaven un sol edifici. Això es dedueix per la continuïtat que tenen les façanes, amb un mateix acabat i pel tipus d'estructura de les parets portants. L'edifici del costat és possiblement de principis de segle xvii degut a la inscripció en una de les pedres de la façana, que la data l'any 1612. Cal destacat l'escut, actualment molt borrós, que hi ha pintat en la clau de la volta de la porta d'entrada, així com el nom de "Sargento", també pintat segurament a la mateixa època i que és difícil de distingir. És molt probable que aquestes pintades fossin de la Guerra de Successió, per indicar la casa que ocupaven els oficials de la tropa.